# Télévision de Mauritanie
Télévision de Mauritanie, nota anche solo come TVM, è l'ente televisivo pubblico della Mauritania. Trasmette dalla capitale Nouakchott in arabo, francese, pulaar, soninke e wolof. È membro dell'Unione europea di radiodiffusione.

## Storia
Il primo canale televisivo in Mauritania iniziò la propria attività nel 1980 come un progetto sostenuto con fondi iracheni e fu inaugurato ufficialmente nel 1982.
Inizialmente si chiamava "Office de Radio Télévision de Mauritanie (ORTM)" e gestiva congiuntamente anche la radiodiffusione.
Il 10 luglio 1984 il canale acquisì degli studi televisivi autonomi e nel 1990 fu separato dalla radio, venendo rinominato "TVM" e assumendo un carattere più commerciale.
Nel 1991 TVM fu sottratto dal controllo diretto dello Stato e strutturato come ente pubblico a carattere amministrativo, raggiungendo la sua formula attuale di televisione generalista rivolta tanto all'informazione e a programmi educativi quanto all'intrattenimento leggero.
TVM cominciò a trasmettere su Arabsat nel mese di ottobre 1992, inizialmente per un periodo di quattro ore e mezzo al giorno, estese a 10 ore da giugno 1997.
Dal 2011 all'unico canale finora esistente nel Paese, nell'occasione rinominato "El Mouritaniya", ne furono aggiunti altri 3: El Mouritaniya 2, rivolto specificamente ad un pubblico giovane,
El Mouritaniya Al Thakafiya, canale tematico dedicato alla cultura, e
El Mouritaniya Al Riyadiya, una rete interamente sportiva.
Il primo canale, El Mouritaniya, ha comunque mantenuto il suo profilo di stampo generalista, rivolto ad una platea più vasta.

## Canali
| Nome                        | Sede       | Тipo        | Lancio | Lingua                                   |
| --------------------------- | ---------- | ----------- | ------ | ---------------------------------------- |
| El Mouritaniya              | Nouakchott | generalista | 1982   | arabo, francese, pulaar, soninke e wolof |
| El Mouritaniya 2            | Nouakchott | giovani     | 2011   | arabo, francese, pulaar, soninke e wolof |
| El Mouritaniya Al Thakafiya | Nouakchott | cultura     | 2011   | arabo, francese, pulaar, soninke e wolof |
| El Mouritaniya Al Riyadiya  | Nouakchott | sport       | 2011   | arabo, francese, pulaar, soninke e wolof |

## Ricezione

### Digitale terrestre
Télévision de Mauritanie trasmette in standard DVB-T HD.

### Satellite[3]
| Satellite          | Badr 8                                                        | Arabsat 5C                                                    | SES 4                                                         |
| Posizione orbitale | 26.0°E                                                        | 20.0°E                                                        | 22.0°W                                                        |
| Canali             | El Mouritaniya, El Mouritaniya 2, El Mouritaniya Al Thakafiya | El Mouritaniya, El Mouritaniya 2, El Mouritaniya Al Thakafiya | El Mouritaniya, El Mouritaniya 2, El Mouritaniya Al Thakafiya |
| Frequenza          | 12563 V                                                       | 3884 R                                                        | 12730 V                                                       |
| SR                 | 27500                                                         | 27500                                                         | 12730                                                         |
| FEC                | 2/3                                                           | 5/6                                                           | 3/4                                                           |
| Modulazione        | 8PSK                                                          |                                                               | QPSK                                                          |

### Streaming
Télévision de Mauritanie in streaming.

## Programmazione
- Journal télévisé en français, telegiornale
- Zoom sur, rotocalco d'informazione
- La passion du livre, rubrica di letteratura
- Lewlewal, rubrica in lingua pulaar sulle tradizioni culturali
- Renndo e Bamtaare (in lingua pulaar)
- Killen Xurandi (in lingua soninke)
- Kafo Ndo Wurugiye (in lingua soninke)
- Ëttu ndaanaan, rubrica di cultura in lingua wolof
- Askann Ak Yokkute  (in lingua wolof)